# Artabotrys inodorus
Artabotrys inodorus är en kirimojaväxtart som beskrevs av Alexander Zippelius och Friedrich Anton Wilhelm Miquel. Artabotrys inodorus ingår i släktet Artabotrys och familjen kirimojaväxter. Inga underarter finns listade i Catalogue of Life.